# Fernando Núñez de Cabrera
Fernando Núñez de Cabrera (m. Córdoba 15 de febrero de 1350). Prelado castellano que llegó a ser obispo de Córdoba entre 1346 y 1350, durante el reinado de Alfonso XI de Castilla y el pontificado de Clemente VI.

## Orígenes familiares
Juan Gómez Bravo afirmó en su Catálogo de los obispos de Córdoba... que el obispo Fernando Núñez de Cabrera fue hijo de Domingo Muñoz y de María Cabrera, y esta última es mencionada en el Libro Verde de la catedral cordobesa como madre de dicho prelado, aunque Ambrosio de Morales afirmó que fue hijo de Juan Ponce de Cabrera, ricohombre y segundo señor de Torre Arias o Torres Cabrera, y de Inés Enríquez de Toledo. Y el propio Fernando Núñez de Cabrera se declaró en su testamento hermano de Gonzalo Núñez y de Elvira Núñez.
Y el historiador Iluminado Sanz Sancho señaló, basándose en diferentes obras y documentos, que Fernando Núñez de Cabrera era pariente «muy próximo» de Juan Ponce de Cabrera, ejecutado por orden de Alfonso XI en 1328, y de su nieto Pedro Ponce de Cabrera, ajusticiado en 1358 por mandato de Pedro I de Castilla, y de hecho, tanto el ejecutado en 1358 como el obispo Fernando Núñez de Cabrera fueron sepultados en la capilla de San Ildefonso de la Mezquita-catedral de Córdoba, conocida también como capilla de los Obispos, y en la que también sería enterrado Martín Jiménez de Argote, sucesor de Fernando Núñez de Cabrera en la sede cordobesa y sobrino suyo al igual que María Alfonso de Castro, hija de Juan Arias de la Reguera, que fue el quinto señor de Espejo.

## Biografía

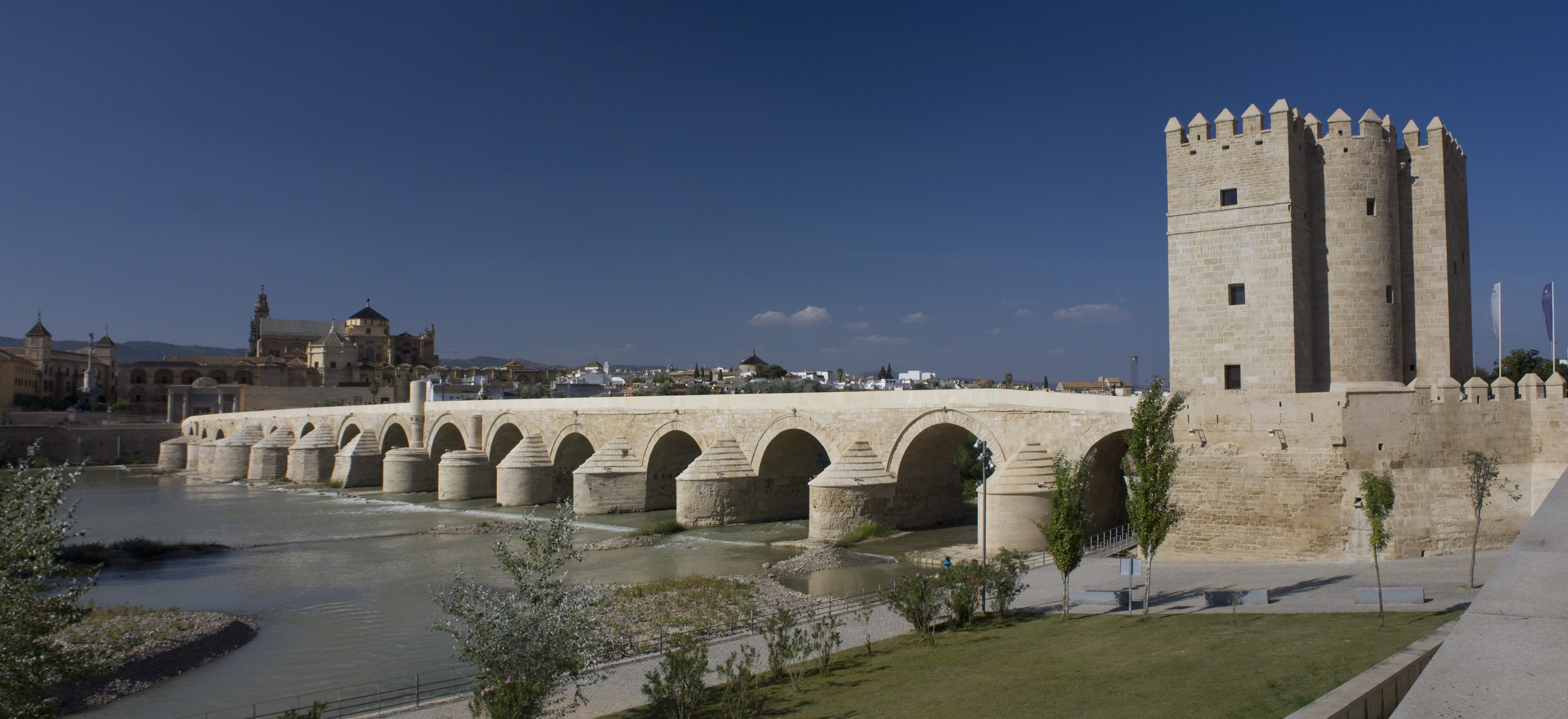
Vista de la torre de la Calahorra y del puente romano de Córdoba.

Se desconoce su fecha de nacimiento. Fue canónigo y maestrescuela de la Mezquita-catedral de Córdoba, y hay constancia de que el día 26 de julio de 1346, poco después de la muerte del obispo Juan Pérez de Saavedra, era el arcediano de la catedral cordobesa, ya que aparece como tal cuando los miembros del cabildo catedralicio se reunieron para devolver a la mesa capitular los bienes y rentas de los que se había apoderado ilegalmente el obispo Fernando Gutiérrez, que gobernó la diócesis de Córdoba entre 1300 y 1326.
Según algunos autores debió ser elegido obispo de Córdoba el día 11 de diciembre de 1346, y el largo periodo de tiempo que transcurrió entre julio de ese año, cuando era arcediano, y el mes de diciembre, cuando fue confirmado como obispo y consagrado por el papa Clemente VI, ha llevado a algunos historiadores a considerar que su elección como obispo tal vez fuera rechazada en el arzobispado de Toledo, aunque por otra parte hay constancia de que el día 7 de enero de 1347 obtuvo la autorización del papa para endeudarse por una cantidad de 1.500 florines.

Sanz Sancho señaló que probablemente celebró algún sínodo diocesano, que sus dos principales colaboradores durante su etapa como obispo de Córdoba fueron los vicarios generales Ferrán Álvarez y Pedro García, maestrescuela de la catedral, y también que este prelado continuó llevando a cabo la reordenación de su diócesis emprendida por su predecesor, por lo que envió un procurador al concilio provincial celebrado en Alcalá de Henares en abril de 1347 por el arzobispo de Toledo Gil Álvarez de Albornoz.

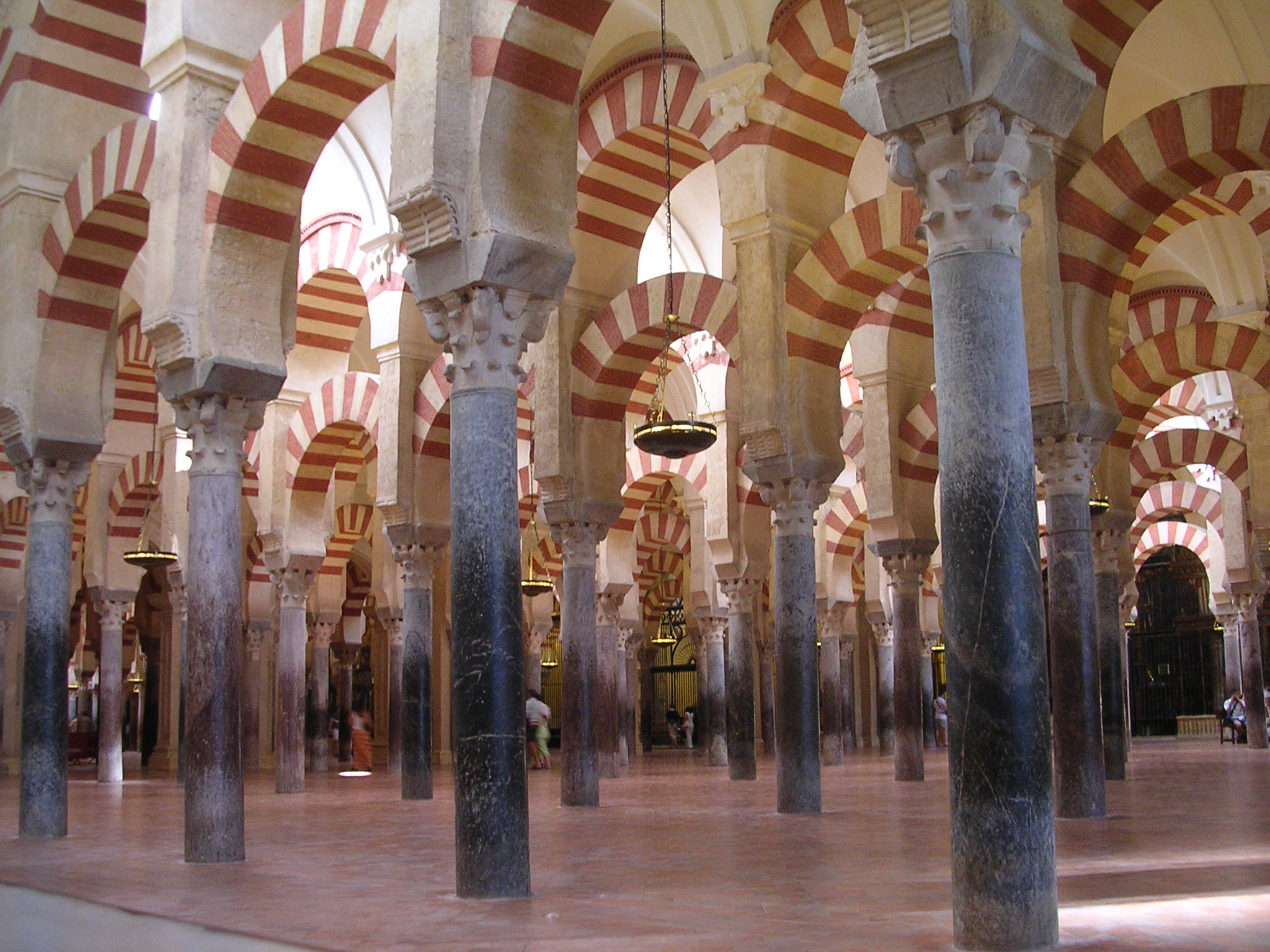
Interior de la Mezquita-catedral de Córdoba.

A finales de 1347, y a petición de los clérigos de su diócesis, dividió más equitativamente las contribuciones de éstos en los pechos y «servicios comunes», y se estableció que la suma total de las mismas sería dividida en doce partes, de las que la mitad corresponderían a los clérigos de la diócesis y la otra al obispo y los canónigos de la catedral, y Sanz Sancho señaló la posibilidad de que Fernando Núñez de Cabrera entregara de su propia mesa episcopal las rentas y bienes que reclamaba la mesa capitular de los canónigos, ya que no hay constancia de que volviera a producirse ninguna reclamación por parte de estos últimos en ese sentido. Y en el otoño de 1349, poco antes de morir, este prelado emprendió una visita pastoral por su obispado.
Otorgó testamento en Córdoba el día 28 de enero de 1350, y en él lego a los hijos de su hermano Gonzalo Núñez los bienes que este último le había entregado, aunque en caso de no ser posible corresponderían a su propio hijo Pedro. Y el 14 de febrero de 1350, un día antes de su muerte, el obispo Fernando Núñez añadió un codicilo a su testamento en el que, además de disponer diversos legados piadosos, destinó a la curia papal, para satisfacer las deudas que tenía contraídas con ella, 1.500 florines anuales procedentes de las rentas episcopales de su diócesis, que en total alcanzarían un importe de 6.000 florines.
Murió en Córdoba el día 15 de febrero de 1350.

## Sepultura

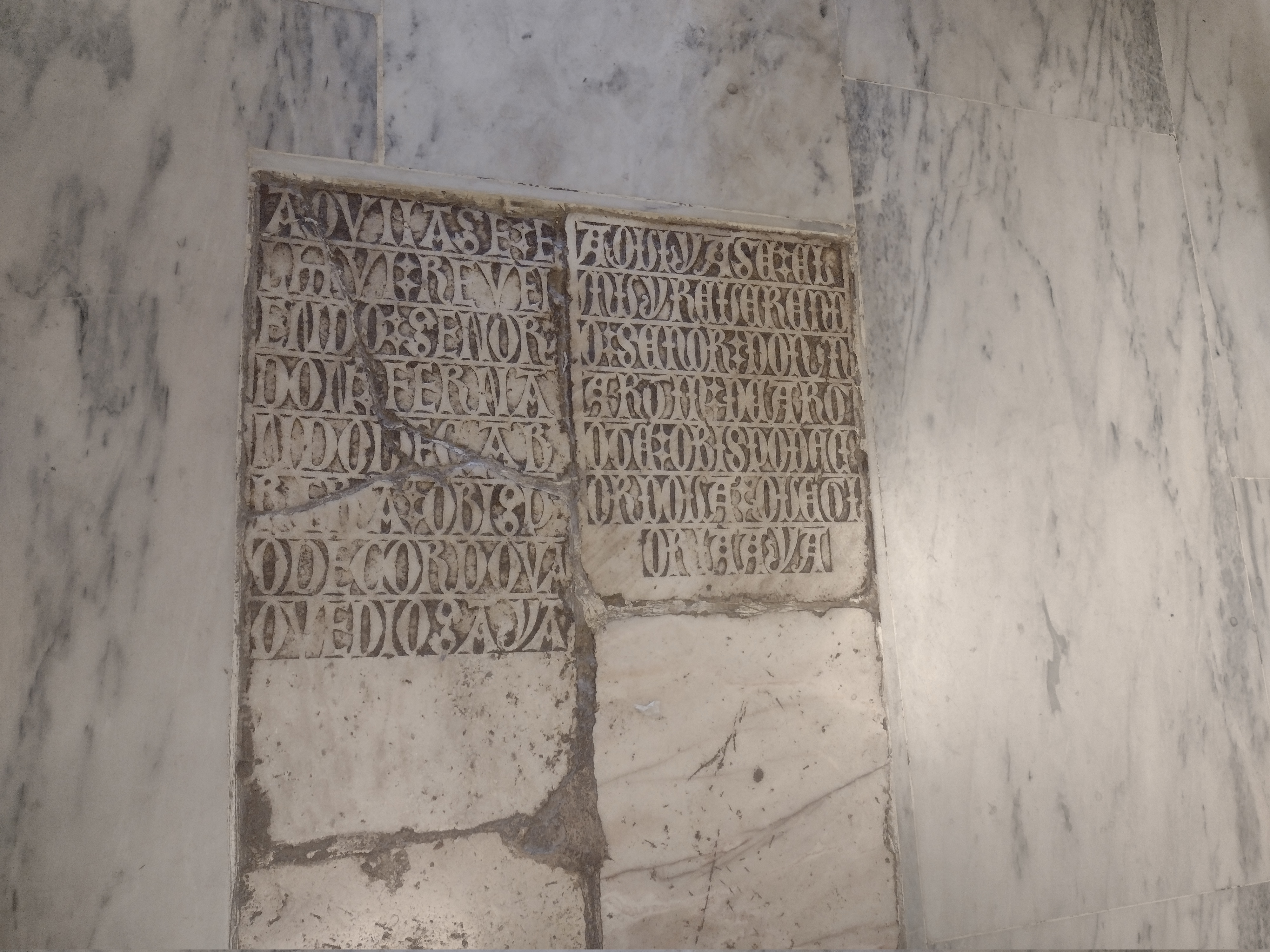
Tumba (a la izquierda) de Fernando Núñez de Cabrera, en el interior de la Mezquita-catedral de Córdoba.

Fue sepultado en la capilla de San Ildefonso de la Mezquita-catedral de Córdoba, situada en el muro sur o quibla del templo, y conocida también como capilla de los obispos, ya que en ella fueron sepultados este prelado y su sobrino Martín Jiménez de Argote, que murió en 1363. así como el noble cordobés Pedro Ponce de Cabrera, que fue pariente de los obispos anteriores y señor de la Casa de Cabrera de Córdoba y de la Torre de Arias Cabrera, aunque fue ejecutado en Córdoba en 1358 por orden de Pedro I de Castilla.
Sin embargo, de la capilla de San Ildefonso únicamente se conservan en la actualidad las lápidas sepulcrales de los dos obispos mencionados anteriormente y la del deán Lope de Sandoval, que está situada delante de la puerta de la capilla y ante el lugar donde estuvo el altar. Y de dicha capilla también procede posiblemente un relieve en piedra realizado hacia 1507 y que representa la Imposición de la casulla a San Ildefonso, que se expone actualmente en el museo de San Clemente de la catedral.

## Descendencia
Según consta en su testamento, tuvo un hijo llamado Pedro con una mujer llamada María Fernández, y a él y a sus descendientes les legó en su testamento, o en su defecto al cabildo catedralicio de Córdoba, una casa en Cascajar acompañada por huertas, viñas y otros heredamientos y tierras situados en ambas orillas del río Guadalquivir.
| Predecesor: Juan Pérez de Saavedra | Obispo de Córdoba 1346 - 1350 | Sucesor: Martín Jiménez de Argote |